# Pirometr
Pirometr – przyrząd pomiarowy służący do bezdotykowego pomiaru temperatury. Działa w oparciu o analizę promieniowania cieplnego emitowanego przez badane ciała.
Wszystkie ciała o temperaturze wyższej od temperatury zera bezwzględnego emitują promieniowanie cieplne o podobnej charakterystyce zwanej promieniowaniem ciała doskonale czarnego.
Proste pirometry mierzą ilość energii emitowanej poprzez pomiar temperatury elementu, na który pada promieniowanie. Do pomiaru temperatur powyżej 600 °C używane są pirometry optyczne, w których jasność świecenia badanego obiektu jest porównywana z jasnością obiektu wzorcowego (np. żarnika).
W pirometrach najwyższej klasy mierzących w zakresie niskich temperatur stosuje się optykę zwierciadlaną, analogiczną do stosowanej w aparatach fotograficznych - tzw. lustrzankach. W pirometrach, w których zastosowano optykę zwierciadlaną, nakierowanie pirometru na pole pomiarowe odbywa się w taki sam sposób, jak w tradycyjnych aparatach fotograficznych - operator przez okienko widzi obiekt. W niektórych rozwiązaniach na czas pomiaru włącza się wskaźnik laserowy. Problem z właściwym ustawieniem pirometru nie występuje w pirometrach światłowodowych, w których promieniowanie wnika do światłowodu przy powierzchni promieniującej.
W pirometrach stosuje się dwie grupy detektorów: termiczne i fotoelektryczne. 
Pirometr używany jest między innymi przez straż pożarną do mierzenia temperatury w sytuacji braku możliwości podejścia do źródła ciepła.
Zastosowanie:
Pirometry znajdują szerokie zastosowanie, w różnych gałęziach gospodarki:
- branża spożywcza: pomiar temperatury powierzchni żywności, monitorowanie temperatury w ladach chłodniczych, mroźniach, zamrażarkach

- przemysł (motoryzacyjny, maszynowy itp.): monitorowanie temperatury podzespołów maszyn przemysłowych, sprawdzanie temperatury w miejscach niebezpiecznych lub trudno dostępnych, kontrola urządzeń elektrycznych i elektronicznych

- klimatyzacja, wentylacja i chłodnictwo: monitorowanie stanu systemów klimatyzacyjnych i grzewczych,

- budownictwo: lokalizacja wilgotnych ścian i sufitów, wykrywanie przeciągów i prądów cieplnych

- medycyna: pomiar temperatury człowieka.